# Billie Whitelaw
Billie Honor Whitelaw (Coventry, 6 giugno 1932 – Londra, 21 dicembre 2014) è stata un'attrice britannica.

## Biografia
Iniziò l'attività artistica all'età di undici anni, debuttando in un programma radiofonico. In seguito lavorò come assistente di produzioni teatrali e, dopo aver studiato recitazione alla Royal Academy of Dramatic Art, debuttò nel mondo del cinema nel 1954. Inizialmente venne ingaggiata nel ruolo della segretaria bionda e carina e solo verso la fine degli anni sessanta ebbe modo di dimostrare le sue doti drammatiche, vincendo due premi BAFTA come migliore attrice non protagonista, il primo per il film L'errore di vivere (1966), al fianco di Albert Finney e Liza Minnelli, e il secondo per I nervi a pezzi (1967), in cui interpretò la madre di Hayley Mills.
Forse il ruolo cinematografico per il quale è maggiormente conosciuta è quello della governante di Damien ne Il presagio (1976). 
Nel 1963 incontrò l'autore teatrale Samuel Beckett con il quale iniziò una intensa collaborazione. Lo scrittore la considerava la sua musa, l'attrice perfetta per le sue opere come Commedia, Non io, L'ultimo nastro di Krapp, Passi e Dondolo. 
Lavorò anche per la televisione, interpretando personaggi ricorrenti in diverse serie di successo.
Nel 1996 pubblicò la sua autobiografia.

## Vita privata
Si è sposata due volte: dal 1952 al 1966 con l'attore Peter Vaughan e dal 1967 al 1998 con il critico teatrale Robert Muller, da cui ebbe un figlio. 

## Filmografia

### Cinema
- La tigre nell'ombra (The Sleeping Tiger), regia di Joseph Losey (1954)
- Avventura a Soho (Miracle in Soho), regia di Julian Amyes (1957)
- Scuola di spie (Carve Her Name with Pride), regia di Lewis Gilbert (1958)
- Le jene di Edimburgo (The Flesh and the Fiends), regia di John Gilling (1959)
- L'assassino è alla porta (Hell is a City), regia di Val Guest (1960)
- Scotland Yard non perdona (Payroll), regia di Sidney Hayers (1961)
- Eri tu l'amore (No Love for Johnnie), regia di Ralph Thomas (1961)
- Il piacere della disonestà (Mr. Topaze), regia di Peter Sellers (1961)
- Codice ZX3 controspionaggio! (The Devil's Agent), regia di John Paddy Carstairs (1962)
- The Comedy Man, regia di Alvin Rakoff (1964)
- L'errore di vivere (Charlie Bubbles), regia di Albert Finney (1967)
- I nervi a pezzi (Twisted Nerve), regia di Roy Boulting (1968)
- Fate la rivoluzione senza di noi (Start the Revolution Without Me), regia di Bud Yorkin (1970)
- Leone l'ultimo (Leo the Last), regia di John Boorman (1970)
- Eagle in a Cage, regia di Fielder Cook (1971)
- Frenzy, regia di Alfred Hitchcock (1972)
- Sequestro pericoloso (Gumshoe), regia di Stephen Frears (1972)
- Ad un'ora della notte (Night Watch), regia di Brian G. Hutton (1973)
- Il presagio (The Omen), regia di Richard Donner (1976)
- Il leopardo nella neve (Leopard in the Snow), regia di Gerry O'Hara (1978)
- An Unsuitable Job for a Woman, regia di Christopher Petit (1981)
- Maurice, regia di James Ivory (1987)
- La sarta (The Dressmaker), regia di Jim O'Brien (1988)
- The Krays - I corvi (The Krays), regia di Peter Medak (1990)
- Jane Eyre, regia di Franco Zeffirelli (1996)
- Il figlio perduto (The Lost Son), regia di Chris Menges (1999)
- Quills - La penna dello scandalo (Quills), regia di Philip Kaufman (2000)
- Hot Fuzz, regia di Edgar Wright (2007)

### Televisione
- Missione segreta (Espionage) – serie TV, episodio 1x05 (1963)
- Knock on Any Door – serie TV, episodio 2x04 (1966)
- Spazio 1999 (Space: 1999) – serie TV, episodio 2x03 (1976)
- Merlino (Merlin), regia di Steve Barron – miniserie TV (1998)
- The Last of the Blonde Bombshells, regia di Gillies MacKinnon - film TV (2000)

## Riconoscimenti
- BAFTA
  - 1973 – Miglior attrice per The Sextet

## Doppiatrici italiane
- Cristina Grado in Jane Eyre, Merlino
- Rita Savagnone in Frenzy
- Maria Pia Di Meo in Ad un'ora della notte
- Gianna Piaz in Il presagio
- Flaminia Jandolo in Maurice
- Silvia Pepitoni in Freddie the frog